# 加埃唐·布歇
加埃唐·布歇（法語：Gaétan Boucher，1958年5月10日—），加拿大男子速度滑冰运动员。他曾代表加拿大在冬季奥运会速度滑冰比赛中获得2枚金牌、1枚银牌和1枚铜牌。